# جس موسکالوکه
جس موسکالوکه (انگلیسی: Jess Moskaluke؛ زادهٔ ۴ ژوئن ۱۹۹۰) خواننده-ترانه‌پرداز اهل کانادا است. وی از سال ۲۰۱۲ میلادی تاکنون مشغول فعالیت بوده است.